# 謝里登鎮區 (內布拉斯加州克萊縣)
謝里登鎮區（英語：Sheridan Township）是位於美國內布拉斯加州克萊縣的一個行政鎮區。

## 地方資料
謝里登鎮區的面積為93.27平方千米，皆為陸地。根據2020年美國人口普查的數據，當地共有人口77人，而人口密度為每平方千米0.83人。